# Danielle Etienne
Danielle Monique Etienne (Richmond, 16 gennaio 2001) è una calciatrice haitiana, centrocampista del The Citadel Bulldogs e della nazionale haitiana.

## Biografia
Appartiene ad una famiglia di calciatori che comprende suo padre Derrick Etienne Sr., suo fratello Derrick Etienne Jr. e suo zio Darell Etienne.